# Pizzarapporten
Pizzarapporten är en sammanställning "över svenska folkets pizzavanor" som företaget Online Pizza genomförde första gången 2008. Det är en sammanställning av beställningar över internet, till exempel vilken pizza som säljs bäst, både lokalt och nationellt, och flera lättsamma påståenden om pizzavanor och pizzasmak baserade på webbaserade undersökningar. Den presenteras vanligen kring nyårsdagen baserat på Online Pizza eller efterföljande konstellationer som sedermera drivs av Delivery Hero (2021), som bland annat äger Foodora. Foodora stod för pizzarapporten 2019.
Pizzarapporten brukar publiceras omkring nyårsdagen och utgör underlag för tidningars lättsamma nyheter om pizza i flera svenska medier både nationellt och lokalt. Den har utpekats för att i första hand vara en lyckad produktplacering av Online Pizza, och har bland annat lanserat just nyårsdagen som den stora pizza-ätardagen.